# Злочин у Долима
Злочин у Долима или масакр у Долима је назив за масовно убиство становника српске националности у мјесту Доли код Плужина. Злочин се догодио  7. јуна 1943. године када су припадници СС дивизије „Принц Еуген“ уз подршку усташа-муслимана из Гатачког среза и околине Пиве, убили 522 цивила, од којих 109 дјеце.
У свим селима пивске жупе у периоду од 6. јуна до 12. јуна 1943. године поменута јединица је убила око 1.260 црногорских цивила, међу којима 549 дјеце и омладине до 20 година, а Дола су била највеће мјесто страдања.
Године 1977. у Долима је изграђен меморијални комплекс, рад вајара Луке Томановића, а 2004. године и црква, типа ловћенске капеле, посвећена Трећем обретењу главе Светог Јована Крститеља.
Свети архијерејски сабор Српске православне цркве је 2017. године канонизовао жртве злочина у Пиви и уврстио их у диптих светих. Свети новомученици пивски се прослављају 7. јуна. Једна од пивских мученика је и Света мученица Јаглика Пивска.